# Mega Man X3
Mega Man X3 is een computerspel uit 1995. Het actiespel werd ontwikkeld en uitgegeven door Capcom. Als eerste kwam het uit op de SNES. Een jaar later kwam een versie beschikbaar voor de PlayStation, Sega Saturn en Windows.
Een wetenschapper sticht een stad voor Reploids, maar dan gaat er iets mis en overal komen Mavericks.

## Platforms
| Jaar | Platform                          |
| ---- | --------------------------------- |
| 1995 | SNES                              |
| 1996 | PlayStation, SEGA Saturn, Windows |
| 2010 | DoJa                              |
| 2014 | Wii U Virtual Console             |

## Ontvangst
| Beoordeeld door                 | Platform    | Datum            | Score |
| ------------------------------- | ----------- | ---------------- | ----- |
| Hardcore Gaming 101             | SNES        | 2000             | 90%   |
| GameFan Magazine                | SNES        | februari 1996    | 87%   |
| GamePro (USA)                   | SNES        | december 1995    | 80%   |
| All Game Guide                  | SNES        | 1997             | 80%   |
| MAN!AC                          | SNES        | 1995             | 79%   |
| Electronic Gaming Monthly (EGM) | SNES        | november 1995    | 74%   |
| HonestGamers                    | SNES        | 5 januari 2006   | 70%   |
| Mega Fun                        | SEGA Saturn | mei 1996         | 68%   |
| Fun Generation                  | PlayStation | juli 1996        | 60%   |
| Computer Games Magazine         | Windows     | 27 december 1998 | 20%   |